# Krähppure
Krähppure är en sjö i Arvidsjaurs kommun i Lappland och ingår i Piteälvens huvudavrinningsområde. Sjön har en area på 0,174 kvadratkilometer och ligger 380,1 meter över havet. Krähppure ligger i Piteälven Natura 2000-område. Sjön avvattnas av vattendraget Hundträskbäcken.

## Delavrinningsområde
Krähppure ingår i det delavrinningsområde (730868-166018) som SMHI kallar för Inloppet i Serpra. Medelhöjden är 445 meter över havet och ytan är 30,04 kvadratkilometer. Det finns inga avrinningsområden uppströms utan avrinningsområdet är högsta punkten. Hundträskbäcken som avvattnar avrinningsområdet har biflödesordning 3, vilket innebär att vattnet flödar genom totalt 3 vattendrag innan det når havet efter 160 kilometer. Avrinningsområdet består mestadels av skog (72 procent) och sankmarker (15 procent). Avrinningsområdet har 0,18 kvadratkilometer vattenytor vilket ger det en sjöprocent på 0,6 procent.